# Ternstroemia lowii
Ternstroemia lowii är en tvåhjärtbladig växtart som beskrevs av Otto Stapf. Ternstroemia lowii ingår i släktet Ternstroemia och familjen Pentaphylacaceae. Inga underarter finns listade i Catalogue of Life.